# اسماعیل دیاکیته
اسماعیل دیاکیته (انگلیسی: Ismail Diakhité؛ زادهٔ ۱۳ دسامبر ۱۹۹۱) بازیکن فوتبال اهل موریتانی است.
از باشگاه‌هایی که در آن بازی کرده‌است می‌توان به باشگاه فوتبال بالمرسی، باشگاه فوتبال حمام الانف، باشگاه فوتبال الفیحاء، و باشگاه ورزشی الشمال اشاره کرد.
وی همچنین در تیم ملی فوتبال موریتانی بازی کرده‌است.